# Arsène Lupin (personage)
Arsène Lupin, de gentleman-dief, is een personage uit de verhalen van de Franse schrijver Maurice Leblanc. Lupin werd voor het eerst geïntroduceerd in een feuilleton in het tijdschrift Je sais tout op 15 juli 1905.  Omdat hij stal van de rijken en een deel van de buit schonk aan de armen wordt Lupin ook wel de Robin Hood van de Belle époque genoemd.

## Persoonsbeschrijving
Arsène Raoul Lupin is een geboren gentleman. Hij werd in 1874 geboren als zoon van Henriette d'Andrésy en Théophraste Lupin. Hij genoot opleidingen in rechtsgeleerdheid en geneeskunde. Naast Latijn en Grieks spreekt hij vloeiend Engels en verschillende andere moderne talen. Lupin is een meester in de kunst van het vermommen en beheerst verschillende vechtsporten zoals schermen, savate en jiujitsu. Het is moeilijk voor hem om bescheiden te zijn en het kat-en-muisspel met gezagsdragers lijkt voor hem belangrijker te zijn dan persoonlijke rijkdom.
Lupins afkeer om te doden en zijn respect voor vrouwen maakten hem sympathiek voor het grote publiek. Hij geeft sommige vrouwen gestolen sieraden terug voor niet meer dan een glimlach. Als gentleman-dief past hij in dezelfde categorie als het in 1890 gecreëerde personage Lord Lister, alias John C. Raffles.
Voor Sherlock Holmes, in de verhalen om auteursrechtelijke redenen "Herlock Sholmes" genoemd, heeft Lupin een zekere mate van bewondering omdat Sholmes hem meer dan eens in het nauw weet te brengen.

## Inspiratie
Het personage Arsène Lupin is gebaseerd op de Franse anarchist Marius Jacob, wiens rechtszaak in 1905 de krantenkoppen haalde. Het personage heette oorspronkelijk Arsène Lopin, totdat een lokale politicus met dezelfde achternaam hiertegen protesteerde, wat resulteerde in de naamswijziging naar Lupin.

## Film en televisie
Arsène Lupin komt voor in een aantal films, waaronder:
- 813 (1920), gespeeld door Wedgwood Nowell
- Arsène Lupin (1932), gespeeld door John Barrymore
- Arsène Lupin détective (1937), gespeeld door Jules Berry
- Enter Arsene Lupin (1944), gespeeld door Charles Korvin
- Les aventures d'Arsène Lupin (1957), gespeeld door Robert Lamoureux
- Signé Arsène Lupin (1959), gespeeld door Robert Lamoureux
- Arsène Lupin (2004), gespeeld door Romain Duris

Ook zijn er een aantal televisieseries over Lupin gemaakt:
- Arsène Lupin (1971-1974), gespeeld door Georges Descrières
- Arsène Lupin joue et perd (miniserie 1980), gespeeld door Jean-Claude Brialy
- Le retour d'Arsène Lupin (1989-1990, 1995-1996), gespeeld door François Dunoyer
- Les exploits d'Arsène Lupin (1996), gespeeld door Luis de Cespedes
- Lupin (2021), gespeeld door Omar Sy (een Netflix-serie)

## Stripreeks
Er zijn meerdere stripreeksen gemaakt over Arsène Lupin. Van 1989 tot en met 1998 verscheen een Belgische reeks, geschreven André-Paul Duchateau en getekend door respectievelijk Jacques Géron en Erwin Drèze. Van 2014 tot en met 2016 verscheen een reeks van drie albums over de jeugd van Lupin, geschreven door Benoît Abtey en Pierre Deschodt en getekend door Christophe Gaultier. Vanaf 2018 loopt een stripreeks die wordt geschreven door Jérôme Félix en getekend door respectievelijk Michaël Minerbe en Alain Janolle.